# Rufus (группа)
Rufus (Ру́фус) — американская музыкальная группа, популярная в 1970-х и первой половине 1980-х годов из города Чикаго, штат Иллинойс. Была одной из самых коммерчески успешных фанк-групп 1970-х.
Сегодня группа наиболее известна тем, что в ней прославилась дива жанра соул Чака Хан. Она пришла в группу в 1972 году и её лид-вокал стал главной достопримечательностью коллектива. В конечном итоге в 1975 году на альбоме Rufus Featuring Chaka Khan имя солистки было вынесено отдельно.
Среди самых известных хитов коллектива — «Tell Me Something Good», «Sweet Thing» и «Ain’t Nobody».
Полоса хитов группы продолжалась до 1983 года, когда Чака Хан (которая уже и до этого уходила из группы) по истечении своего контракта официально её покинула. Изданная ими (с Чакой Хан) ранее в том же 1983 году песня «Ain’t Nobody» не только возглавила ритм-н-блюзовый чарт «Билборда», но и была отмечена премией «Грэмми».

## Дискография
- См. «Rufus (band) § Discography» в английском разделе.